# Robert McCaw
Robert Gadsden McCaw (* 28. Dezember 1821 in South Carolina; † 24. November 1870) war ein US-amerikanischer Politiker. In den Jahren 1864 und 1865 war er Vizegouverneur des Staates South Carolina.

## Werdegang
Robert McCaw studierte an der University of Virginia in Charlottesville. Später bewirtschaftete er im York County eine Plantage. Dabei hielt er bis zu 135 Sklaven. Politisch schloss er sich der Demokratischen Partei an. Er war zu verschiedenen Zeiten Abgeordneter im Repräsentantenhaus von South Carolina und Mitglied des Staatssenats. Zu Beginn des Bürgerkrieges diente er im Heer der Konföderation. Dabei stieg er bis zum Oberst auf.
1864 wurde McCaw an der Seite von Andrew Gordon Magrath zum Vizegouverneur von South Carolina gewählt. Dieses Amt bekleidete er zwischen dem 18. Dezember 1864 und dem 25. Mai 1865. Dabei war er Stellvertreter des Gouverneurs. Seine Amtszeit war geprägt von den Ereignissen des Bürgerkrieges, der sich inzwischen auch in South Carolina selbst abspielte. Die Niederlage der Konföderation führte schließlich auch zum vorzeitigen Amtsverlust McCaws. Er war mit Belle Means Bratton (1824–1905) verheiratet, mit der er sieben Kinder hatte. Robert McCaw starb am 24. November 1870 und wurde in York beigesetzt.